# Giumaglio
Giumaglio (in dialetto ticinese Giumai) è una frazione di 210 abitanti del comune svizzero di Maggia, nel Canton Ticino (distretto di Vallemaggia).

## Storia
Villaggio già conosciuto nel 1182, nel 1224 fu indicato come Zumano, nel 1400 come Zimiano, nel 1591 come Zumaio e Zumano e nel 1596 come Giumai. Nel 1517 fra Coglio e Giumaglio vi fu una vertenza territoriale e si decise quindi di fissare i confini.
L'agricoltura ha costituito per secoli la principale risorsa per il paese (attività quasi del tutto abbandonata); altre risorse importante furono i vigneti e i castagneti. L'emigrazione verso la California e l'Italia segnò la sua storia demografica.
Già comune autonomo che si estendeva per 13,17 km², il 4 aprile 2004 è stato accorpato al comune di Maggia assieme agli altri comuni soppressi di Aurigeno, Coglio, Lodano, Moghegno e Someo. La fusione è stata approvata da una votazione popolare il 22 settembre 2002 (79 favorevoli, 16 contrari) e ratificata dal Gran Consiglio l'8 ottobre 2003.

### Simboli
Lo stemma dell'ex comune di Giumaglio, in uso fino al 2004, è blasonato come segue: d'azzurro, alla pergola d'argento, sormontata in capo da una rosa d'argento, bottonata d'oro e fogliata di verde. Sullo stemma vi sono due elementi: la rosa bianca, che rappresentava la chiesa parrocchiale dedicata a Santa Maria Assunta e il paese, e la "Y" (in araldica, pergola) che raffigurava il fiume Maggia e il riale della valle di Giumaglio.

## Monumenti e luoghi d'interesse
- Chiesa parrocchiale di Santa Maria Assunta, attestata dal 1407, ricostruita nel XVII secolo e consacrata nel 1703[1];
- Cappella della Madonna di Einsiedeln sulla strada verso Someo[senza fonte];
- Alpe Spluga;
- Diga della Vasasca, che forma l'omonimo lago.

## Società

### Evoluzione demografica
L'evoluzione demografica è riportata nella seguente tabella:
Abitanti censiti

## Infrastrutture e trasporti
Dal 1907 al 1965 comune è stato servito dalla stazione di Coglio-Giumaglio della ferrovia Locarno-Ponte Brolla-Bignasco.

## Amministrazione
Ogni famiglia originaria del luogo fa parte del cosiddetto comune patriziale e ha la responsabilità della manutenzione di ogni bene ricadente all'interno dei confini della frazione.

## Sport
A Giumaglio ha sede una società hockeystica dilettantistica, l'Hockey Club Giumaglio.